# Juan Carlos Letelier
Juan Carlos Letelier Pizarro, född 20 maj 1959 i Valparaíso, är en chilensk före detta fotbollsspelare. Letelier representerade Chiles landslag 57 gånger och gjorde då 18 mål. Han deltog även i VM 1982, där han gjorde ett mål mot Algeriet.
Under sin karriär spelade Letelier för en mängd olika klubbar i Chile, Colombia, Brasilien, Mexiko, Peru och Venezuela.

## Meriter
Cobreloa
- Primera División: 1982, 1986

Universitario
- Peruanska ligan: 1992

Sporting Cristal
- Peruanska ligan: 1994